# Richard Carey
Richard Carey est né en Virginie aux États-Unis. Il est d'origine irlandaise.

## Biographie
Richard Carey sortira diplômé du Trinity College de Dublin en 1768.
Il devient juge dans le tribunal du comté. En 1777, il est nommé juge de la cour de l'Amirauté et devient rapidement le président du tribunal. En tant que membre de ce tribunal, il est également devenu membre de la première Cour suprême de Virginie (cour d'appel).

## Sources
- (en) Cet article est partiellement ou en totalité issu de l’article de Wikipédia en anglais intitulé « Richard Carey (judge) » (voir la liste des auteurs).
- (en) The American jurist and law magazine, vol. 12, Boston, Lilly, Wait and Company, juillet 1834, 591 p. (lire en ligne), p. 242